# Incoronazione di Napoleone

Jacques-Louis David, L'incoronazione di Napoleone (1805), Museo del Louvre.

L'incoronazione di Napoleone Bonaparte a imperatore dei francesi ebbe luogo domenica 2 dicembre 1804 (11 frimaio, anno XIII Secondo il calendario rivoluzionario francese) nella cattedrale di Notre-Dame di Parigi. Essa rappresenta ancora oggi "l'inizio del primo impero moderno" ed è stato il primo atto ufficiale di "propaganda trasparente condotta in chiave moderna".
Napoleone era intenzionato a legittimare il proprio governo imperiale, con una nuova famiglia reale e una nuova nobiltà. Per questo proposito, egli predispose una nuova cerimonia d'incoronazione, differente da quella in uso presso i re di Francia, dove veniva enfatizzato il valore "sacro" della consacrazione del sovrano con l'unzione conferita dall'arcivescovo di Reims nella cattedrale di Reims. La cerimonia d'incoronazione di Napoleone avvenne infatti nella grande cattedrale di Notre-Dame di Parigi alla presenza di papa Pio VII. Napoleone unì per l'occasione una serie di riti e costumi, incorporando cerimonie della tradizione antica, carolingia e rivoluzionaria, il tutto guarnito da un notevole sfarzo.
Il 18 maggio 1804, il Senato conservatore mutò il governo repubblicano in impero e pertanto iniziarono i preparativi per l'incoronazione del nuovo sovrano. L'elevazione di Napoleone ad imperatore venne osannata dalla maggioranza dei cittadini francesi ed approvata con un referendum costituzionale nel 1804. Una delle motivazioni che spinse Napoleone a scegliere una incoronazione era quella di ottenere prestigio nei circoli nobiliari e cattolici d'Europa, oltre a portare alla fondazione di una vera e propria dinastia che egli si augurava avrebbe continuato a reggere le sorti della Francia anche dopo di lui.

## Preparativi

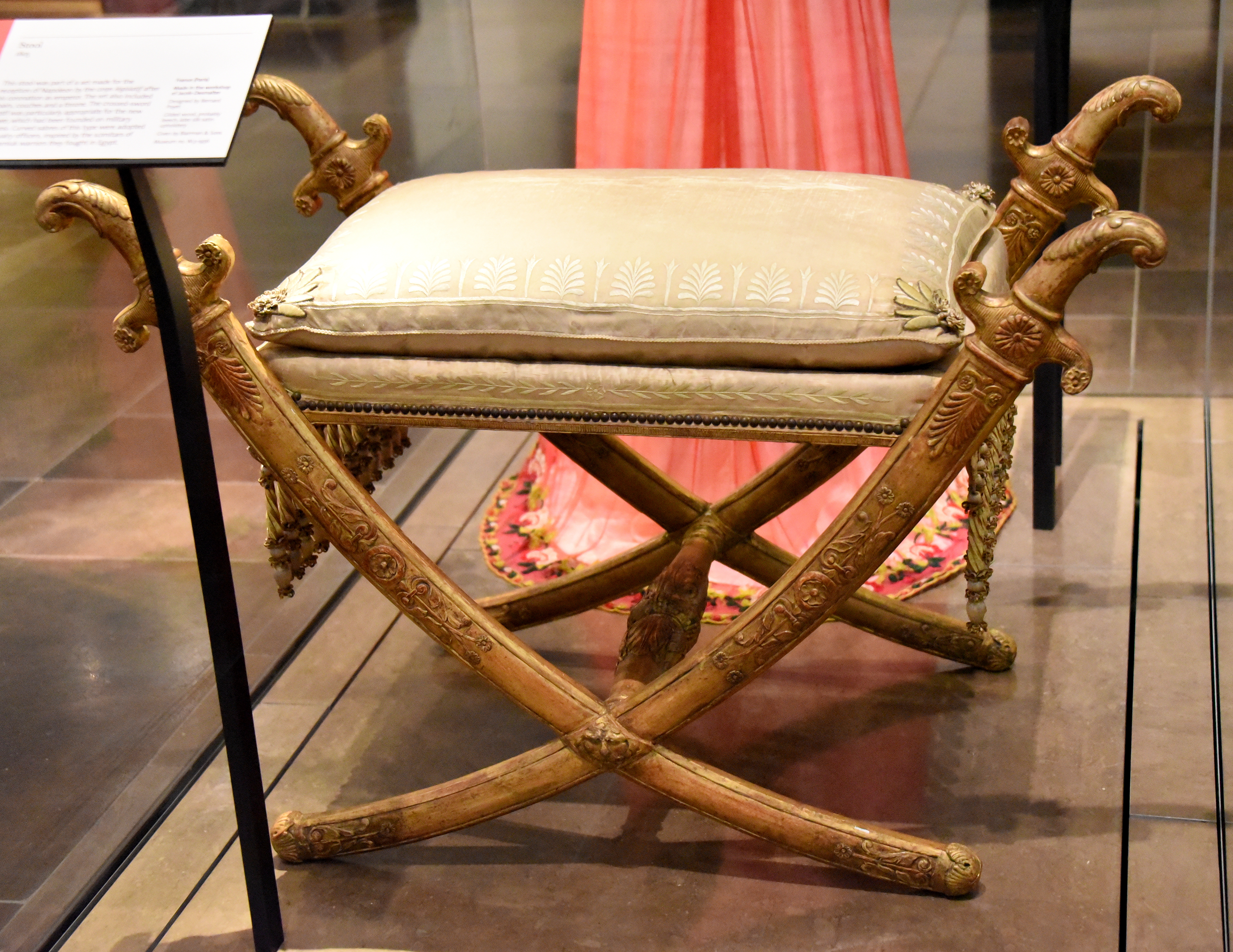
Lo sgabello parte di un set realizzato dal corpo legislativo per ricevere Napoleone dopo la sua incoronazione ad imperatore. Il mobile venne realizzato nel laboratorio di Jacob-Desmalter, su disegno di Bernard Poyet, 1805. Victoria and Albert Museum, Londra

Quando papa Pio VII si accordò per recarsi a Parigi per officiare l'incoronazione di Napoleone, inizialmente venne stabilito che si sarebbe seguita la liturgia d'incoronazione del pontificale romano. Ad ogni modo, quando il papa giunse in terra di Francia, Napoleone lo persuase a introdurre altri elementi innovativi, come ad esempio: il canto del Veni Creator nella processione d'ingresso del monarca, l'uso del crisma anziché dell'olio dei catecumeni per l'unzione (anche se vennero utilizzate le preghiere d'unzione del rito romano), l'apposizione dell'olio sacro sulla testa e sulle mani del sovrano anziché sul braccio destro e sulla schiena e sul collo, l'inclusione di molte preghiere e formule derivate dal cerimoniale d'incoronazione dei monarchi francesi, la benedizione dei regalia consegnati al sovrano. In pratica elementi francesi e romani venivano combinati insieme in un nuovo rito, unico, realizzato per l'occasione. Questo speciale rito composto ad hoc permise inoltre a Napoleone di rimanere perlopiù seduto e di non inginocchiarsi durante la cerimonia, il che ridusse al minimo il suo omaggio alla Chiesa che egli, da repubblicano e da rivoluzionario, non era intenzionato a rendere oltre misura.
Non volendosi paragonare a un monarca ancien régime, Napoleone spiegò: "Per essere un re si devono ereditare vecchie idee e genealogie. Io non voglio discendere da alcuno."

## La cerimonia

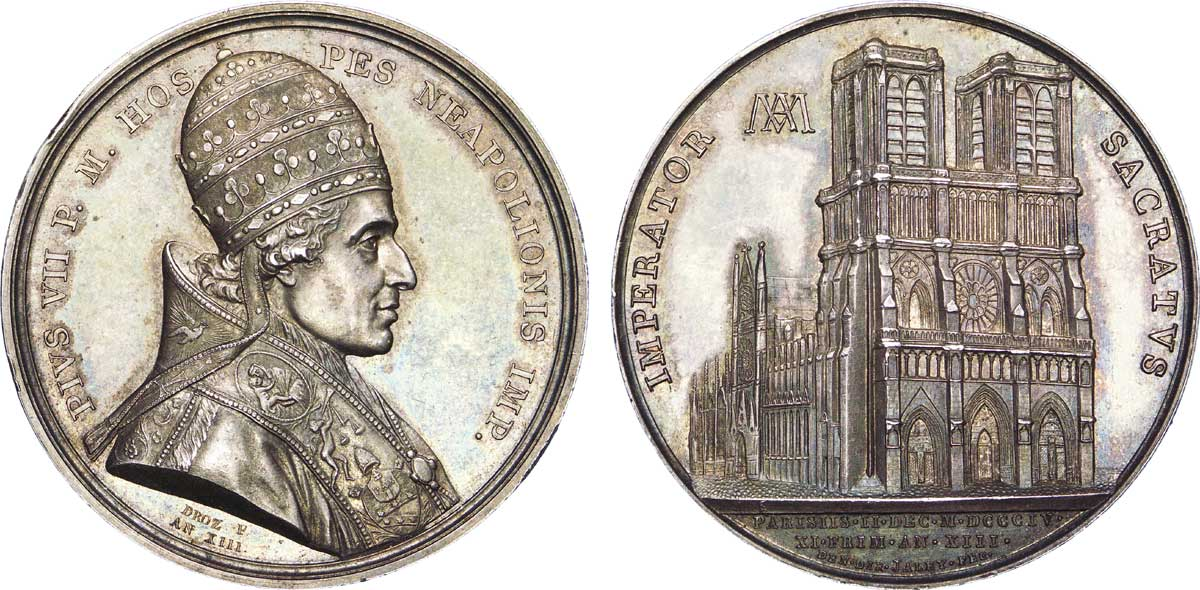
Medaglia commemorativa con l'immagine di Pio VII sul diritto e Notre Dame di Parigi sul retro. Si noti che la data è indicata sia secondo il calendario gregoriano sia secondo quello rivoluzionario francese.

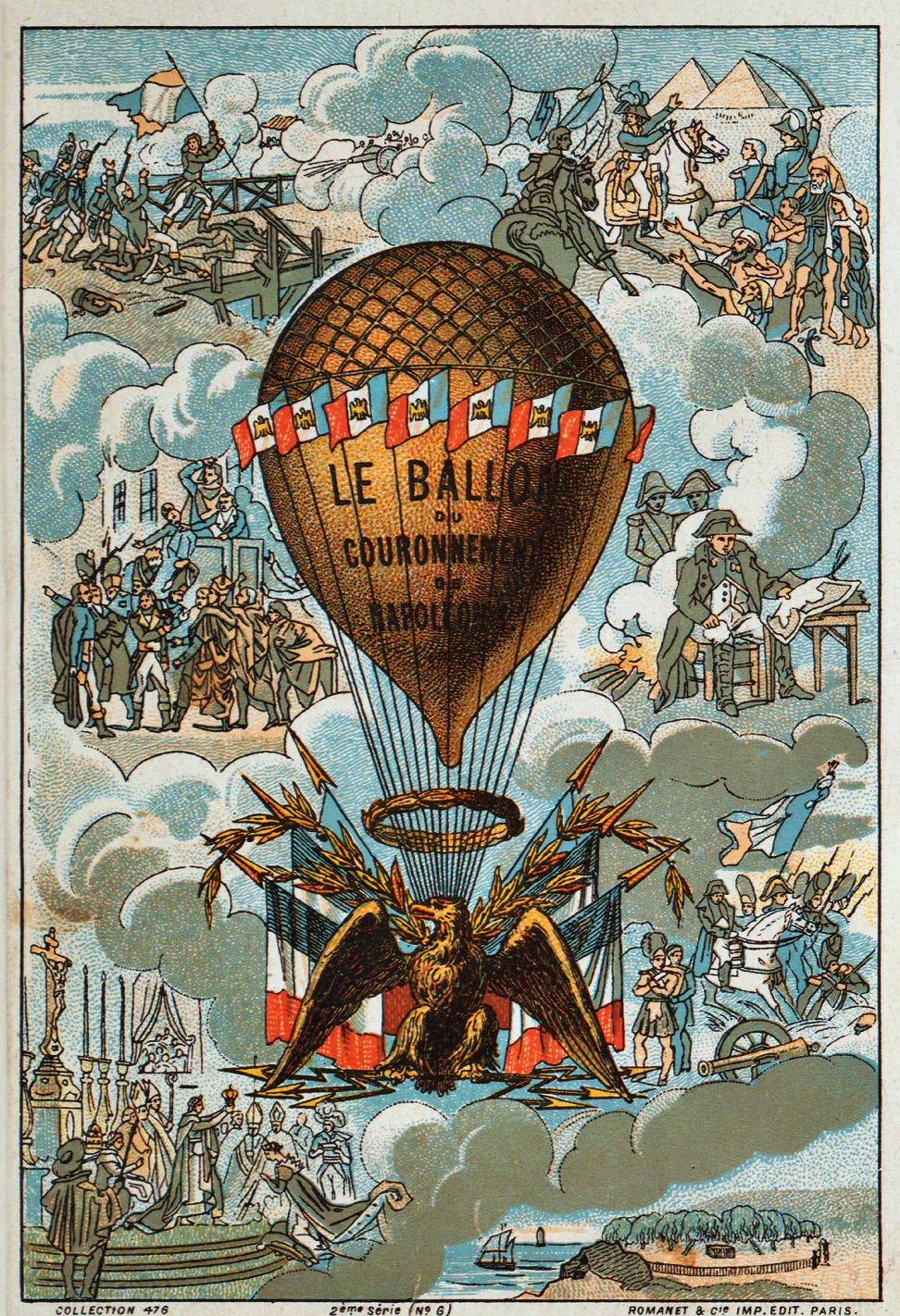
La mongolfiera dell'incoronazione

Secondo Louis Constant Wairy, Napoleone si svegliò alle 8:00 al suono di una cannonata, lasciò quindi le Tuileries alle 11:00 con un vestito di velluto bianco decorato d'oro e con bottoni di diamanti, con una tunica cremisi ed un mantello corto cremisi con linee di satin; una corona d'alloro gli copriva il capo. Il numero delle persone astanti fu, secondo Wairy, di 4-5000, molti dei quali avevano atteso tutta notte malgrado la pioggia che ad intermittenza aveva bagnato il suolo la mattina.
La cerimonia ebbe inizio alle 9:00 quando la processione papale uscì dalle Tuileries guidata da un vescovo a dorso di mulo col crocifisso papale. Il papa entrò a Notre Dame per primo, al canto del Tu es Petrus, e prese posto sul trono posizionato vicino all'altare maggiore. La carrozza di Napoleone e di Giuseppina era trainata da otto cavalli bai e scortata dai grenadiers à cheval e dai gendarmes d'élite. Le due parti della cerimonia si svolsero distintamente a Notre Dame per separarne la parte religiosa da quella secolare. Una mongolfiera si trovava nel cielo di Parigi, decorata con trecento candele e con una corona imperiale come sostegno.

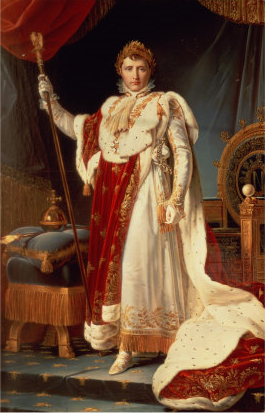
Napoleone con gli abiti dell'incoronazione in un ritratto di François Gérard

Prima di entrare a Notre Dame, Napoleone venne vestito di una lunga tunica di satin decorata d'oro, come pure Giuseppina che indossò un vestito di simile foggia in stile impero. Durante l'incoronazione l'imperatore venne vestito formalmente con un pesante mantello d'incoronazione di velluto rosso bordato d'ermellino; il velluto era ricoperto di api d'oro ricamate, derivate dalla tomba di Childerico, un simbolo che il Bonaparte adottò come proprio perché scollegato dalla dinastia dei Borboni che l'avevano preceduto e collegato invece a quella antica dei Merovingi; le api rimpiazzarono anche i gigli sulle tappezzerie e su tutti i rivestimenti interni. Il mantello, del peso di quasi 8 kg, era sostenuto da quattro dignitari. Giuseppina venne rivestita anch'ella di un mantello di velluto rosso con api d'oro ricamate e bordato di ermellino, sostenuto dalle tre sorelle di Napoleone. Vennero impiegate per l'occasione due orchestre e quattro cori, numerose bande militari e più di trecento musicanti. Un coro di 400 voci eseguì la "Messa" ed il "Te Deum" di Paisiello. Dal momento che la tradizionale corona reale era andata distrutta nel corso della Rivoluzione francese, venne realizzata per l'occasione la cosiddetta Corona di Napoleone, realizzata sul modello della medievale "corona di Carlomagno", e venne posta sull'altare. Mentre la corona era nuova, lo scettro era appartenuto a Carlo V di Francia, mentre la spada a Filippo III di Francia.

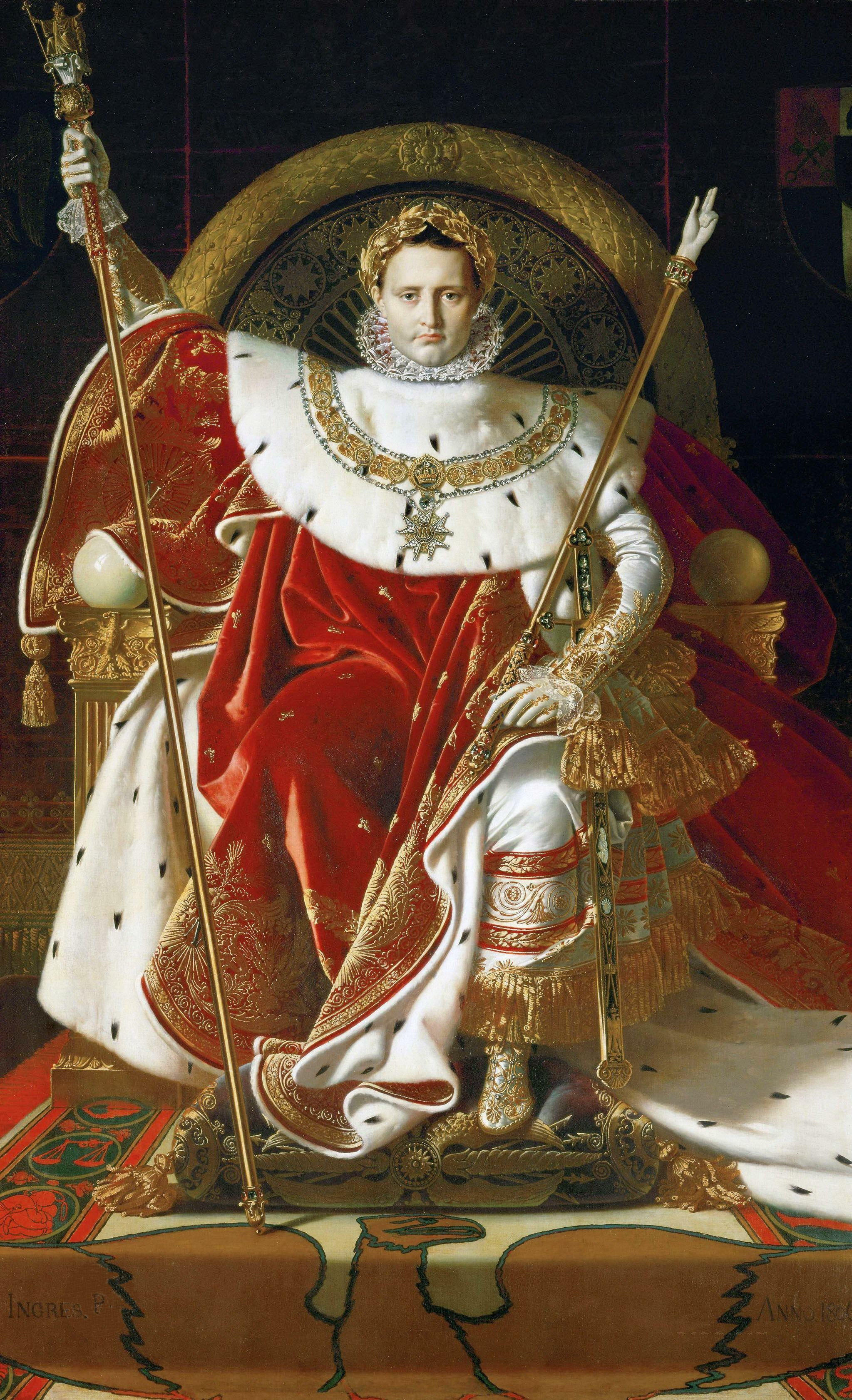
Napoleone I sul trono imperiale opera di Jean-Auguste-Dominique Ingres, 1806

L'incoronazione vera e propria ebbe inizio col canto dell'inno Veni Creator Spiritus, seguito dal versetto "Signore, invia il tuo Spirito" e dalla risposta, "E rinnova il volto della terra" e gli inni utilizzati per la Festa della Pentecoste, "Dio, che hai riempito i cuori mandando la luce del tuo Santo Spirio,..." Dopo di ciò il celebrante recitava la formula, "Onnipotente, eterno Dio, Creatore di tutto..." Nel corso delle Litanie dei santi, l'imperatore e l'imperatrice rimasero seduti, inginocchiandosi solo in particolari petizioni. La coppia imperiale venne unta alle mani col crisma – l'imperatore con la preghiera, "Dio, il Figlio di Dio..." e "Dio che hai stabilito Hezael in Siria...", l'imperatrice con la preghiera, "Dio Padre di eterna gloria..." — mentre veniva cantata l'antifona Unxerunt Salomonem Sadoc Sacerdos... ("Zadok the priest..."). La Messa ebbe quindi inizio. Su richiesta di Napoleone, l'orazione alla Beata Vergine (patrona della cattedrale) venne sostituita a quelle del giorno. Dopo l'epistola, avvenne la benedizione delle regalie imperiali che vennero consegnate all'imperatore ed all'imperatrice.

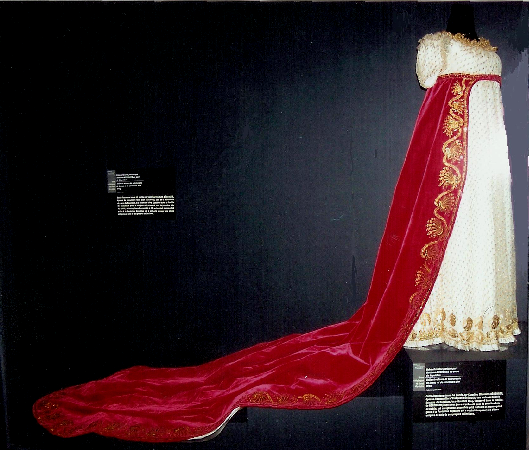
Abito della contessa Bérger, moglie del conte Jean Bérger (1767-1850) utilizzato per l'incoronazione di Napoleone

Per l'incoronazione, come registrato nel procès-verbal ufficiale dell'incoronazione la formula francese Coronet te Deus... (Dio ti incoroni con una corona di gloria e di giustizia...) - formula in uso anche presso il rito inglese - venne utilizzata al posto della classica formula romana Accipe coronam... (Ricevi la corona...). Mentre il papa recitava questa formula, Napoleone prese la corona e si incoronò da sé e poi incoronò Giuseppina in ginocchio con una corona minore. La formula romana omessa dell'Accipe coronam..., che significava che il sovrano riceveva la propria corona dalla chiesa, venne vanificata dalla scelta di Napoleone di autoincoronarsi. Lo storico J. David Markham, presidente dell'International Napoleonic Society, ha indicato nel suo volume Napoleon For Dummies: "I detrattori di Napoleone dissero che egli aveva strappato la corona dalle mani del papa, un atto visto come incredibile arroganza [...]. Napoleone intendeva semplicemente simbolizzare che egli stava divenendo imperatore sulla base dei suoi meriti e per volontà del suo popolo e non per consacrazione religiosa. Il papa sapeva di questa mossa dall'inizio della celebrazione e non aveva avuto obiezioni al riguardo (o perlomeno nulla poté dire)." Lo storico inglese Vincent Cronin scrisse nel suo libro Napoleon Bonaparte: An Intimate Biography: "Napoleone disse a Pio VII che si sarebbe posto la corona sul capo da solo. Pio non sollevò obiezioni." All'intronamento di Napoleone il papa disse: "Possa Dio confermarvi sul vostro trono e possa Cristo darvi il governo". Limitato nelle sue azioni, Pio VII proclamò poi la formula latina Vivat imperator in aeternum! ("Viva l'imperatore in eterno!"), dopo la quale si sollevò un coro di Vivat a cui fece seguito il canto del "Te Deum". Dopo il termine della messa, il papa si ritirò in sacrestia, rifiutandosi di partecipare al giuramento civile che fece seguito all'atto. Con le sue mani sulla Bibbia, Napoleone giurò: 
Io giuro di mantenere l'integrità del territorio della Repubblica, di rispettare e rafforzare il rispetto del Concordato e la libertà di religione, l'eguaglianza dei diritti, la libertà politica e civile, l'irrevocabilità della vendita delle terre nazionali; non eleverò tasse se non in virtù della legge; manterrò l'istituzione della Legion d'onore e governerò col solo interesse, gioia e gloria del popolo francese.
Il testo venne suggerito a Napoleone dal presidente del senato, dal presidente della legislatura e dai principali membri del consiglio di stato. Dopo il giuramento il nuovo araldo d'armi da poco nominato disse a gran voce: "Triplice gloria al triplice augusto imperatore Napoleone che è stato incoronato e intronizzato. Lunga vita all'imperatore!" Tra le acclamazioni generali Napoleone, circondato dai dignitari, lasciò la cattedrale mentre il coro cantava "Domine salvum fac imperatorem nostrum Napoleonem" — "Dio salvi il nostro imperatore Napoleone".
Dopo l'incoronazione l'imperatore distribuì gli stendardi imperiali a ciascuno dei suoi reggimenti. Secondo i conti del governo, il costo dell'intera cerimonia fu di oltre 8.5 milioni di franchi.
Oltre ai dipinti di David, venne coniata una medaglia commemorativa su disegno di Antoine-Denis Chaudet. Nel 2005, venne realizzata una riproduzione digitale dell'incoronazione ad opera di Vaughan Hart, Peter Hicks e Joe Robson per la mostra "Nelson and Napoleon" al National Maritime Museum di Londra.
La mongolfiera rimase nei cieli parigini per tutta la durata della celebrazione, e vi sarebbe dovuta rimanere ancora per svariate settimane. Tuttavia, in un ventoso 16 dicembre, il pallone aerostatico andò fuori controllo, e dopo 22 ore di volo finì la sua corsa nel lago di Bracciano, allora di proprietà dello Stato Pontificio. Dopo essere stata ripescata da alcuni abitanti del luogo, la mongolfiera restò in Vaticano fino al 1978, quando papa Paolo VI la donò al Museo Storico dell'Aeronautica Militare.